# Amering
Amering é um município da Áustria localizado no distrito de Murtal, no estado de Estiria.